# Salomona francoisi
Salomona francoisi är en insektsart som beskrevs av Brongniart 1897. Salomona francoisi ingår i släktet Salomona och familjen vårtbitare. Inga underarter finns listade i Catalogue of Life.